# Сюй Шічан
Сюй Шічан (спрощ.: 徐世昌; піньїнь: Xú Shìchāng; 20 жовтня 1855 — 5 червня 1939) — китайський державний і політичний діяч, президент Китайської Республіки у 1918—1922 роках.

## Життєпис
Походив із родини Сюй. Народився у повіті Цзісянь (провінція Хенань).
1879 року Сюй Шічан, перебуваючи в Кайфені близько зійшовся з Юань Шикаєм. 1886 року він склав іспити на вчений ступінь цзіньши й почав працювати в академії Ханьлінь. Наступного року отримав посаду начальника штабу сил Юань Шикая, ввійшовши до кола наближених останнього. 1905 року Сюй Шічан очолив інспекторський відділ у новоствореному Цензораті нового типу.
1907 року став інспектором і губернатором Трьох провінцій Північного сходу, а також фентянським цзянцзюнем, і керував територією за умов, коли за вплив над нею боролись Росія та Японія. 1909 року, після усунення Юань Шикая від влади, Сюй Шічан також залишив свої посади під приводом поганого стану здоров'я. Вийшовши у відставку, став завідувачем поштового відомства й Пекінсько-Шанхайської залізниці.
1911 року Сюй Шічан увійшов до складу уряду. Коли почалась Синьхайська революція, Сюй Шічан опинився серед тих, хто запропонував для її придушення повернути Юань Шикая. Коли останній очолив уряд, Сюй Шічан очолив військове міністерство. Очолював делегацію, яку було відряджено до імператора з пропозицією зречення.
У травні 1914 року Юань Шикай видав «Тимчасову конституцію Китайської республіки», що перетворила Китай з парламентської республіки на президентську. Сюй Шічан став державним секретарем. 1915 року, не бажаючи брати участь у відновленні монархії, Сюй Шічан вийшов у відставку та виїхав до провінції Хенань. Після повторної ліквідації монархії Сюй Шічан знову став державним секретарем.
Після смерті Юань Шикая президентом став Лі Юаньхун, а прем'єр-міністром — Дуань Ціжуй. Невдовзі між ними почалась боротьба, а Сюй Шічан став тією особою, яка згладжувала розбіжності між ними, а після вимушеного виходу Лі Юаньхуна у відставку — між Дуань Ціжуєм і новим лідером бейянських мілітаристів Фен Гочжаном.
За результатами виборів 1918 року три чверті місць у пекінському парламенті здобули прибічники Дуань Ціжуя. Оскільки Фен Гочжан формально тільки завершував п'ятирічний президентський термін, розпочатий Юань Шикаем 1913 року, в жовтні його змусили піти у відставку, й на пост президента Дуань Ціжуй провів Сюй Шічана. 1919 року капітулянтська позиція представників Бейянського уряду на Паризькій мирній конференції призвела до масових протестів у країні. Чжилійсько-аньхойська війна 1920 року призвела до падіння впливу Аньхойської кліки, втім Сюй Шічан залишився президентом. 1921 року відбулась перша чжилійсько-фентянська війна, в якій Фентянська кліка зазнала поразки. Після того Чжилійська кліка почала кампанію з відновлення Лі Юаньхуна на посту президента. Було оголошено, що Сюй Шічан є нелегітимним президентом, оскільки був обраний нелегітимним парламентом. Сюй Шічану і Сунь Ятсену запропонували одночасно піти у відставку й визнати Лі Юаньхуна президентом єдиного Китаю.
Вийшовши у відставку, Сюй Шічан оселився на території британської концесії в Тяньцзіні. Коли 1937 року японці створили маріонетковий уряд у Північному Китаї, вони намагались залучити Сюй Шічана до участі в його роботі, але той відмовився.
Помер у червні 1939 року в Тяньцзіні.